# Justin Jackson (ur. 1990)
Justin LeShayne Jackson (ur. 13 października 1990 w Cocoa Beach) – amerykański koszykarz, występujący na pozycji skrzydłowego, aktualnie zawodnik cypryjskiego Urunday Montevideo.
Został wybrany w drafcie 2014 roku do D-League z numerem 18 przez Rio Grande Valley Vipers. W tym samym roku rozegrał 4 spotkania w barwach Charlotte Hornets podczas letniej ligi NBA w Las Vegas. W styczniu 2016 roku został zawodnikiem Energi Czarnych Słupsk.
W styczniu 2017 roku został zwolniony przez klub Energi Czarni Słupsk. 20 stycznia 2017 podpisał umowę z greckim Arisem Saloniki.
24 września 2018 dołączył do cypryjskiego APOEL-u Nikozja.

## Osiągnięcia
Stan na 23 grudnia 2021, na podstawie, o ile nie zaznaczono inaczej.
NCAA
- Uczestnik rozgrywek Sweet Sixteen turnieju NCAA (2012)
- 4-krotny uczestnik turnieju NCAA (2011–2014)
- Mistrz sezonu zasadniczego konferencji American Athletic (2014)
- Obrońca Roku Konferencji American Athletic (2014)
- Zaliczony do składu All-AAC Second Team (2014)
- Lider AAC w blokach (2014)[6]

Drużynowe
- Brązowy medalista mistrzostw:
  - Polski (2016)[7]
  - Cypru (2019)
- Uczestnik rozgrywek ligi VTB (2015/16)
- Lider w blokach ligi cypryjskiej (2019)

Indywidualne
- Najlepszy Rezerwowy PLK (2016)[8]
- MVP 30. kolejki TBL (2016)[9]
- Lider sezonu regularnego TBL w skuteczności rzutów z gry (2016 – 70%)[10]